# 达里尔·道金斯
达里尔·道金斯（英語：Darryl Dawkins，1957年1月11日—2015年8月27日），美国NBA联盟前职业篮球运动员。他在1975年的NBA选秀中第1轮第5顺位被费城76人选中。在76人队和新泽西网队有出色表现，晚年曾效力于活塞和爵士队，外号是"Chocolate Thunder"（巧克力闪电）。他是著名扣将，在1979年两次扣碎篮板，促使NBA引入了有弹性的防碎篮筐。2015年8月27日因心脏病去世，享年58岁。